# Dimitrios Karapandzidis
Dimitrios Karapandzidis – grecki zapaśnik walczący w stylu klasycznym. Srebrny medalista igrzysk śródziemnomorskich w 1987 roku.